# Graveland
Graveland es un grupo polaco de pagan/viking metal formado en 1992 por Rob Darken (seudónimo de Robert Fudali). Proyecto en solitario desde sus inicios, Graveland comenzó desarrollando un estilo de raw black metal semejante a Darkthrone pero, influenciado por la épica de grupos como Bathory o Burzum, hasta evolucionar a un estilo de metal pagano, con una fuerte presencia folk en sus letras.
Sus letras se basan principalmente en el anticristianismo, las creencias celtas, el wotanismo (desde un punto de vista pagano) y la guerra.

## Miembros

### Actuales
- Robert "Rob Darken" Fudali - vocalista, guitarra, bajo, sintetizador, teclado, batería.

### Anteriores
- Maciej "Capricornus" Dąbrowski batería 1992 1999
- Grzegorz (alias "Anextiomarus" or "Karcharoth")
- Jurgielewicz - bajo (1992-1995)

## Discografía

### Álbumes de estudio
- Carpathian Wolves (1994)
- Thousand Swords (1995)
- Following the Voice of Blood (1997)
- Immortal Pride (1998)
- Creed of Iron / Prawo Stali (2000)
- Memory and Destiny (2002)
- The Fire of Awakening (2003)
- Dawn of Iron Blades (2004)
- Fire Chariot of Destruction (2005)
- Will Stronger Than Death (2007)
- Spears of Heaven (2009)

### Demos
- Necromanteion (1992)
- Promo June '92 (1992)
- Drunemeton (1992)
- Epilogue (1993)
- In The Glare of Burning Churches (1993)
- The Celtic Winter (1993)
- Following the Voice of Blood (1997)

### EP
- "The Celtic Winter" (1994)
- "Impaler's Wolves" (1999)
- "Raiders of Revenge" (2000)
- "Raise Your Sword!" (2001)
- "Blood of Heroes" (2002)
- "Wotan Mit Mir" (2007)